# حوزه انتخابیه دوم نیوهمپشایر
حوزه انتخابیه دوم نیوهمپشایر یک حوزه انتخابیه مجلس نمایندگان آمریکا است که در ایالت نیوهمپشایر قرار دارد.